# Baiersbach (Nagold)
Der Baiersbach ist ein knapp einen Kilometer lang westwärts und von rechts zur Nagold laufender Bach am östlichen Rand des Schwarzwaldes zu den Oberen Gäuen. Er fließt im südlichen Stadtgebiet von Calw im Landkreis Calw im westlichen Baden-Württemberg.

## Geographie

### Verlauf
Der Baiersbach entspringt gewöhnlich auf etwa 475 m ü. NHN im Waldgewann Baiersbach an der Grenze der Calwer Stadtteile Stammheim und Holzbronn und läuft von dort an westwärts durch ein bewaldetes Kerbtal, zunächst auf, später nahe dieser Grenze auf Stammheimer Gebiet. Er mündet nach 0,9 km auf unter 350 m ü. NHN von rechts in die Ostschlinge der Nagold um den Sporn der Burg Waldeck und kurz vor dem Hof Waldeck im Tal unter der Burg an der linken Flussseite.
Am Mittellauf mündet von Nordosten her eine kürzere Nebenschlucht zu.

### Einzugsgebiet
Naturräumlich gesehen liegt der östliche Teil des insgesamt etwa 1,6 km² großen Einzugsgebietes im Unterraum Würm-Heckengäu der Oberen Gäue, der beständigere Lauf dagegen in den Schwarzwald-Randplatten des Schwarzwaldes. Die Naturraumgrenze folgt der Grenze zwischen dem Muschelkalk der Gäue und dem Buntsandstein des Schwarzwaldes. Der höchste Punkt im Einzugsgebiet an dessen Nordspitze nahe dem Gipfel der Kuppe Daumen erreicht etwa 603 m ü. NHN.
Die jenseits der Wasserscheide konkurrierenden Bäche entwässern alle direkt oder indirekt ebenfalls zur Nagold. Es sind reihum:
- im Nordwesten der Bach durch die Rehgrundklinge;
- im Norden der zunächst den Schlittenbach speisende Winkelbach;
- im Osten der zunächst den Agenbach speisende Fischbach;
- im Süden der Bach durch die Xanderklinge.

### Zuflüsse
Im Einzugsbereich liegt nahe der Kreisstraße K 4302 von der B 296 ins Nagoldtal hinab eine noch höhere Quelle in der Hauptstrang-Mulde auf etwa 535 m ü. NHN. Er hat abwärts seiner gewöhnlichen Quelle einen linken und einen längeren rechten Zufluss, die beide unbeständig sind und auf Höhen von bis zu 540 m ü. NHN entspringen.

## Charakter
Das Gewässer ist ein Bergbach, dessen höhere Quellen im Muschelkalk liegen und der auf seinem beständigeren Abschnitt eine kleine Schlucht in den darunterliegenden Buntsandstein eingerissen hat. Auf seinen ersten zweihundert Metern verschwindet der Lauf in abgelagertem Kalksinter. Danach läuft er über viele Terrassen und Becken, die von diesem gebildet wurden, der hier auch größere Brocken abgestürzten Sandsteins überzieht. Auch im unteren Tal kann der Bach zeitweise trockenfallen.
Der mittlere und untere Teil seines Tales liegt im Landschaftsschutzgebiet Nagoldtal um den Lauf des Schwarzwaldflusses. Von der südsüdöstlichen Wasserscheide her ragen zwei Streifen von Teilgebieten des Naturschutzgebietes Gültlinger und Holzbronner Heiden auf der linken Randhöhe ins Einzugsgebiet.

### LUBW
Amtliche Online-Gewässerkarte mit passendem Ausschnitt und den hier benutzten Layern: Lauf und Einzugsgebiet des Baiersbachs

Allgemeiner Einstieg ohne Voreinstellungen und Layer: Daten- und Kartendienst der Landesanstalt für Umwelt Baden-Württemberg (LUBW) (Hinweise)
1. 1 2 3 4 5  Höhe nach dem Höhenlinienbild auf dem Hintergrundlayer Topographische Karte.
2. ↑  Länge nach dem Layer Gewässernetz (AWGN).
3. ↑  Einzugsgebiet abgemessen auf dem Hintergrundlayer Topographische Karte.
4. ↑  Schutzgebiet nach dem einschlägigen Layer, Bachcharakter nach dem Layer Biotop.

### Andere Belege
1. ↑  Friedrich Huttenlocher, Hansjörg Dongus: Geographische Landesaufnahme: Die naturräumlichen Einheiten auf Blatt 170 Stuttgart. Bundesanstalt für Landeskunde, Bad Godesberg 1949, überarbeitet 1967. → Online-Karte (PDF; 4,0 MB)
2. ↑  Geologie nach den Layern zu Geologische Karte 1:50.000 auf: Mapserver des Landesamtes für Geologie, Rohstoffe und Bergbau (LGRB) (Hinweise)